# Sixto (Muras)
Sixto (llamada oficialmente Santa María do Sisto)  es una parroquia española del municipio de Muras, en la provincia de Lugo, Galicia.

## Otras denominaciones
La parroquia también es conocida por el nombre de Santa María de Sixto.

## Organización territorial
La parroquia está formada por tres entidades de población, constando dos de ellas en el nomenclátor del Instituto Nacional de Estadística español:
- Casas (Os Casás)
- Muruás
- Piocorto

## Demografía
| Gráfica de evolución demográfica de Sixto entre 2000 y 2020 |
|                                                             |
| Datos según el nomenclátor publicado por el INE.            |